# Pylaemenes multispinosus
Pylaemenes multispinosus är en insektsart som först beskrevs av Bragg 1998.  Pylaemenes multispinosus ingår i släktet Pylaemenes och familjen Heteropterygidae. Inga underarter finns listade i Catalogue of Life.